# Saint-Géréon
Saint-Géréon – miejscowość i dawna gmina we Francji, w regionie Kraj Loary, w departamencie Loara Atlantycka. W 2013 roku populacja ówczesnej gminy wynosiła 2904 mieszkańców. 
W dniu 1 stycznia 2019 roku z połączenia dwóch ówczesnych gmin – Ancenis oraz Saint-Géréon – powstała nowa gmina Ancenis-Saint-Géréon. Siedzibą gminy została miejscowość Ancenis. 